# مهر ملکونیان (سیاستمدار)
مهر آلبرتی ملکونیان (ارمنی: Մհեր Ալբերտի Մելքոնյան؛ زادهٔ ۱۶ دسامبر ۱۹۷۶) یک  سیاستمدار اهل ارمنستان است که از تاریخ ۲۰۲۱ تا تاریخ ۲۰۲۶ سمت نمایندگی دوره هشتم مجلس ملی جمهوری ارمنستان را برعهده داشت.

## زندگی‌نامه
در ۱۶ دسامبر ۱۹۷۶ ‏در آرتیک به دنیا آمد و از انستیتو حقوقی مسکو فارغ‌التحصیل شد. 